# Darfo Boario Terme
Darfo Boario Terme är en ort och kommun i provinsen Brescia i regionen Lombardiet i Italien. Kommunen hade 15 691 invånare (2018).